# Séries 0 - Shinkansen
Os Shinkansen da Série 0 foram os primeiros comboios a ser construídos para circular na nova rede de alta velocidade japonesa, e são a imagem que mais recorda o Shinkansen aos não-japoneses, devido a toda a publicidade que foi feita aquando da abertura da primeira linha Shinkansen em 1964.
A Série 0 (que não era assim classificada originalmente, pois então não havia necessidade de distinguir as várias classes de comboio, senão mais tarde), entrou ao serviço com o início da linha Tokaido Shinkansen  em 1964. Estas unidades eram brancas com uma faixa azul ao longo das janelas e outra na base da carruagem, incluindo na frente da locomotiva.
Ao contrário dos comboios japoneses anteriores, a linha Tokaido Shinkansen e todas as linhas Shinkansen subsequentes, usavam a bitola padrão (4'8½", 1435 mm entre os carris). Os comboios eram alimentados com corrente alterna (CA) de 25 kV a 60 Hz. Na Série 0, todos os eixos das rodas de todas as carruagens tinham motores de tração com uma potência de 185 kW cada, sendo suficiente para atingir uma velocidade máxima de 220 km/h.

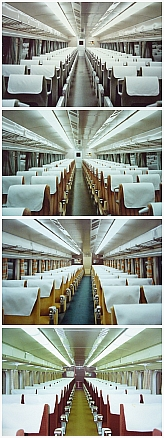
Vários interiores da Série 0

Os comboios originais eram conjuntos de 12 carruagens e alguns seguintes de 16 carruagens. Mais tarde, comboios mais curtos de 6 e até 4 carruagens foram montados para tarefas menos pesadas. A produção da Série 0 continuou de 1963 até 1986.
A vida de um comboio Shinkansen é muito dura. Enquanto que a maioria do equipamento ferroviário tem uma vida útil de cerca de trinta ou mais anos, os Shinkansen são retirados após quinze, e são geralmente retirados de serviço após esse ponto. Todos os comboios da Série 0 já ultrapassaram os quinze anos de serviço, o que significa que apenas restam alguns poucos. Os da Série 0 ainda em uso são conjuntos de seis carruagens usados nos serviços JR West Kodama entre Shin-Osaka e Hakata, e na linha Hakata Minami, o que tecnicamente não é uma linha Shinkansen. Fora do Japão, existe uma locomotiva da Série 0 no National Railway Museum em York na Inglaterra, tendo sido doado pela companhia JR West em 2001.

## Curiosidades
Diz-se que os Shinkansen da Série 0 tiveram como modelo o avião a jato Douglas DC-8. Após se compararem os dois, podem ser encontradas semelhanças extraordinárias no nariz.[carece de fontes?]